# Washlet

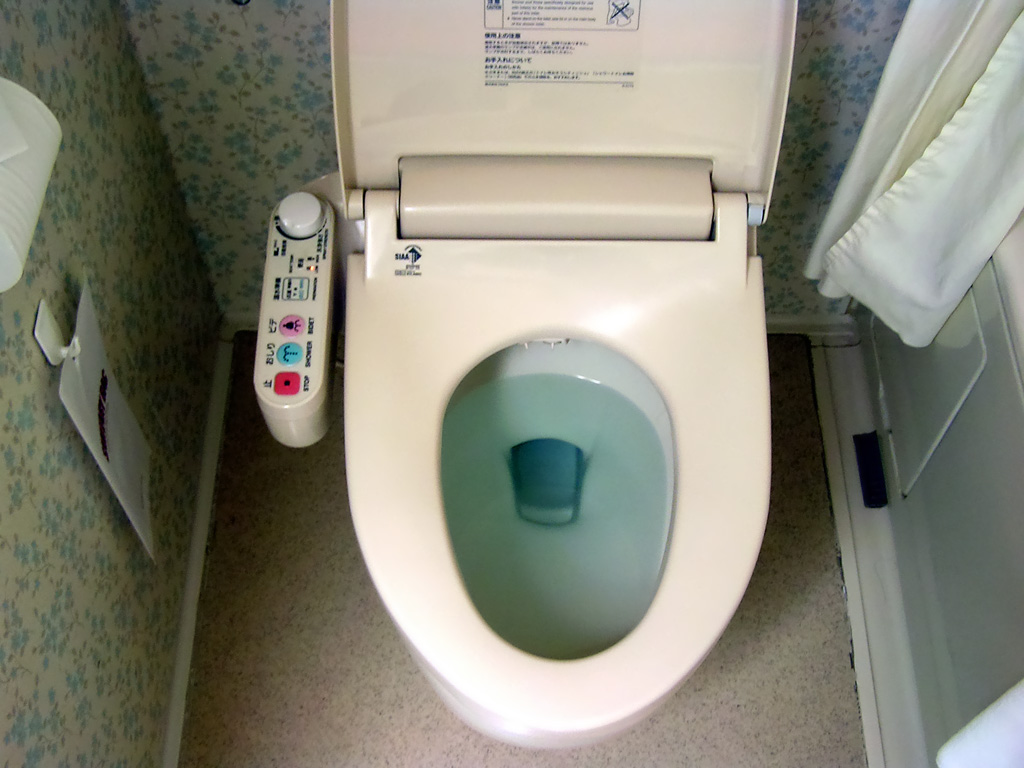
Un esempio di sanitario di tipo washlet

Il washlet (in italiano noto anche come wc con doccetta, in tedesco Dusch-WC) è un vaso sanitario che combina le comuni funzioni di un wc a quelle di un bidet. In caso di modelli particolarmente avanzati può essere dotato di altri optional, ad esempio di sedile riscaldato o della chiusura con movimento controllato dello stesso, azionati tramite telecomando incorporato al sedile o da un pannello con tecnologia wireless.
Il primo modello fu ideato dallo svizzero Hans Maurer nel 1956. Successivamente venne distribuito dall'azienda statunitense American Bidet Company dal 1964, prima di approdare in Giappone, dove ottenne un grande successo. Secondo una stima riferita al 2018 l'80% delle famiglie giapponesi possiede un washlet nella propria abitazione.
Il termine, crasi della parole inglesi wash (lavaggio) e toilet, fu coniato come marchio di fabbrica dell'azienda Toto, azienda con sede a Kitakyūshū, in Giappone.
Pronunciato in lingua giapponese woshuretto (ウォシュレット?), è usato in riferimento a tutte le toilette giapponesi ad alta tecnologia.

## Storia
Il washlet, pur essendo un accessorio standard nella maggior parte delle abitazioni nipponiche, non è un'invenzione giapponese, dato che fu lo svizzero Hans Maurer a ideare il primo sanitario con bidet integrato nel 1956. I primi modelli, distribuiti alla base dell'impresa denominata Closomat, venivano venduti essenzialmente a ospedali e case di cura, e spesso si rivelavano essere difettosi. Il successo arrivò tra i primi anni sessanta e la metà dei settanta, quando il prodotto finalmente perfezionato vendette 10.000 unità tra il 1961 e il 1976. Nel 1983 Meurer lasciò l'azienda di famiglia al figlio Peter, ma essa fallì nel 2007 a causa di difetti di progettazione in alcuni modelli. Il marchio "Closomat" fu rilevato nel 2013 dall'azienda Closemo AG, fondata dallo stesso Peter Maurer. L'azienda, come in passato, fornisce i propri prodotti soprattutto a strutture adibite alla cura delle persone disabili.
Pochi anni dopo l'invenzione di Maurer, lo statunitense Arnold Cohen brevettò una propria toilette/bidet in modo tale che potesse aiutare il padre malato. Nel 1964 fondò l'American Bidet Company e mise in commercio il prodotto con il nome commerciale di "Wash Air Seat". Tuttavia in quei tempi il prodotto fu considerato troppo volgare per essere pubblicizzato adeguatamente, e per questo motivo ottenne scarso successo.
I bagni e gli orinatoi come sono conosciuti in Occidente vennero utilizzati in Giappone a partire dal XX secolo, anche se la loro diffusione aumentò solo dopo la seconda guerra mondiale, quando il Paese nipponico cominciò a importare i servizi igienici dagli Stati Uniti, in sostituzione delle toilette tradizionali giapponesi (la classica "turca"). Fu proprio il Giappone il paese in cui il wc con bidet integrato venne maggiormente apprezzato: nel 1967 la Inax mise in commercio la sua "Shower toilet", ma è negli anni settanta, con la concessione da parte di Cohen della licenza del suo prodotto (fino alla sua naturale scadenza) alla Toto, che questo tipo di sanitario ebbe modo di imporsi nel mercato nipponico, anche se solo dal 1980.
Il motivo per cui gli ingegneri della Toto impiegarono diversi anni prima di presentare il progetto finale, quello che sarebbe divenuto noto come "Washlet", è dovuto al fatto che furono intrapresi diversi studi e fatte ricerche sull'ergonomia della forma umana, con particolare attenzione rivolta alle opzioni per il lavaggio delle parti intime. In particolare trecento collaboratori al progetto furono convinti a sedersi su una toilette e, privatamente, segnalare la posizione del proprio ano su un pezzo di carta attaccato a un filo teso sul sedile. Ricerche simili furono effettuate in alcuni strip club del paese, cosicché gli scienziati della Toto furono in grado di introdurre una funzione bidet adatta anche alle esigenze femminili.
Ci volle comunque del tempo prima che le toilette ad alta tecnologia ottenessero il successo sperato: la riluttanza dei giapponesi, abituati per lungo tempo a utilizzare le latrine tradizionali, e lo scetticismo nei confronti delle toilette di origine occidentale, considerate poco igieniche e troppo costose,  costituirono infatti un duro ostacolo culturale da superare per poter imporre il prodotto nel territorio giapponese. Nel 1982, tuttavia, uno spot pubblicitario della stessa Toto catturò l'attenzione dei giapponesi grazie allo slogan «Anche il sedere vuole essere sciacquato», e nello stesso anno iniziò la produzione su scala nazionale delle toilette con bidet integrato. Aiutate dalla forte crescita economica che interessava il Giappone in quegli anni, le vendite del washlet iniziarono la propria lenta ma costante crescita.
Tra il 1983 e il 1987 furono integrate nuove funzioni ai washlet: i nuovi dispositivi erano ora dotati di un ugello autopulente, tempi di lavaggio personalizzabili e un sistema di chiusura automatica del sedile e un deodorante incorporato. Per tutti gli anni ottanta il washlet fu un'esclusiva delle singole abitazioni, ma nel 1991 fece la sua prima apparizione nelle toilette pubbliche. Tra il 1993 e il 1999 la fisionomia del prodotto divenne sempre più compatta in modo da essere più facile da pulire; inoltre furono aggiunte altre funzioni come la possibilità di riprodurre musica o caratteristiche avanzate di conservazione e riutilizzo dell'acqua. Negli anni duemila i washlet furono installati in alcune scuole elementari giapponesi mentre la All Nippon Airways li mise a disposizione dei passeggeri sui propri aerei.
Nel frattempo in Svizzera, l'azienda Geberit aveva lanciato sul mercato i propri sedili-bidet per toilette chiamati "Gaberella", e i primi wc con bidet integrato chiamati "Geberit-O-Mat" ma, a differenza del Giappone, tali prodotti impiegarono più tempo per essere apprezzati dagli europei. Dal 2009 i washlet della Geberit sono distribuiti sotto il nome commerciale di "AcquaClean" e venduti principalmente a strutture mediche e ospedali. Essi sono riconosciuti come dispositivi medici in Germania e approvati da tutti gli istituti sanitari e di assistenza.
Pur essendo nato come marchio di fabbrica della Toto, il washlet è prodotto con diverse caratteristiche anche da altre compagnie giapponesi e straniere. Così il termine è entrato nel linguaggio comune dei giapponesi, diventando la parola generica per indicare tutte le toilette ad alta tecnologia.

## Funzioni e optional

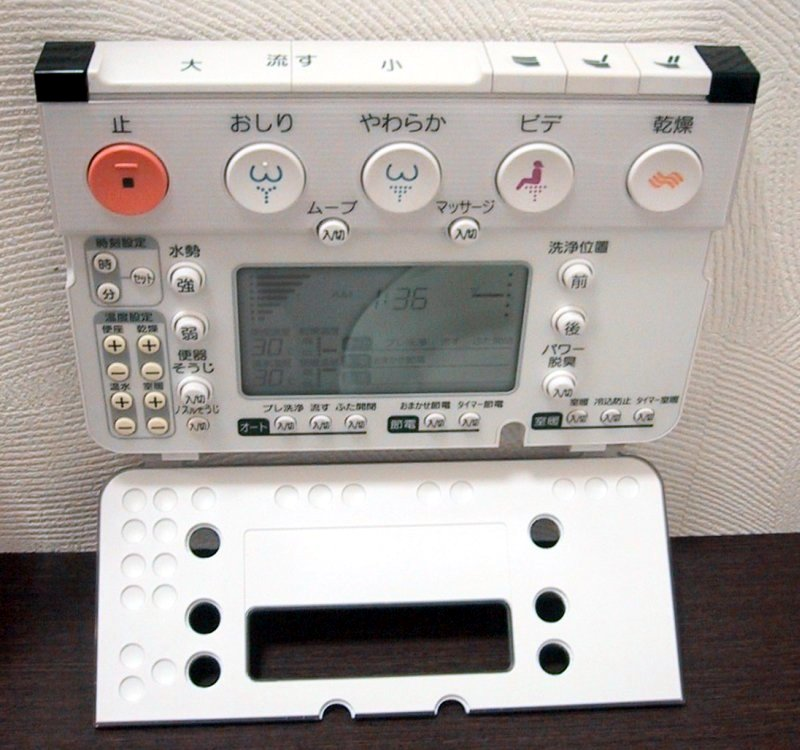
Pannello di controllo a muro wireless con display a cristalli liquidi

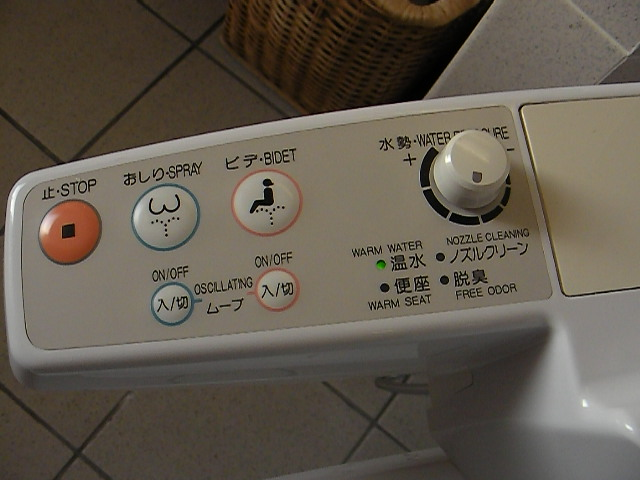
I comandi di un washlet. La funzione per la pulizia dell'ano viene rappresentata sul pannello di controllo con delle natiche stilizzate accompagnate dalla parola oshiri (おしり); la funzione per l'igiene femminile e rappresentata con una donna stilizzata e accompagnata dalla parola bidet (ビデ).

Le funzioni installate nei sanitari di tipo washlet sono pensate per sostituire completamente la carta igienica; secondo i produttori infatti la carta non garantirebbe un adeguato livello di pulizia rispetto al livello di pulizia fornito dal lavaggio. Oltre al bidet integrato, tra i numerosi optional vi sono un asciugatore ad aria calda, la possibilità di regolare la temperatura del getto d'acqua e del sedile, l'apertura automatica del coperchio, lo sciacquone automatizzato dopo l'uso, il riscaldamento e aria condizionata per la stanza ed effetti sonori o musica di sottofondo che permettono di coprire i rumori molesti. È possibile accedere a queste funzioni tramite un telecomando o un pannello di controllo, posto al fianco del sanitario stesso o su una vicina parete, spesso con un collegamento senza fili per trasmettere i comandi al sedile.

### Funzioni basilari

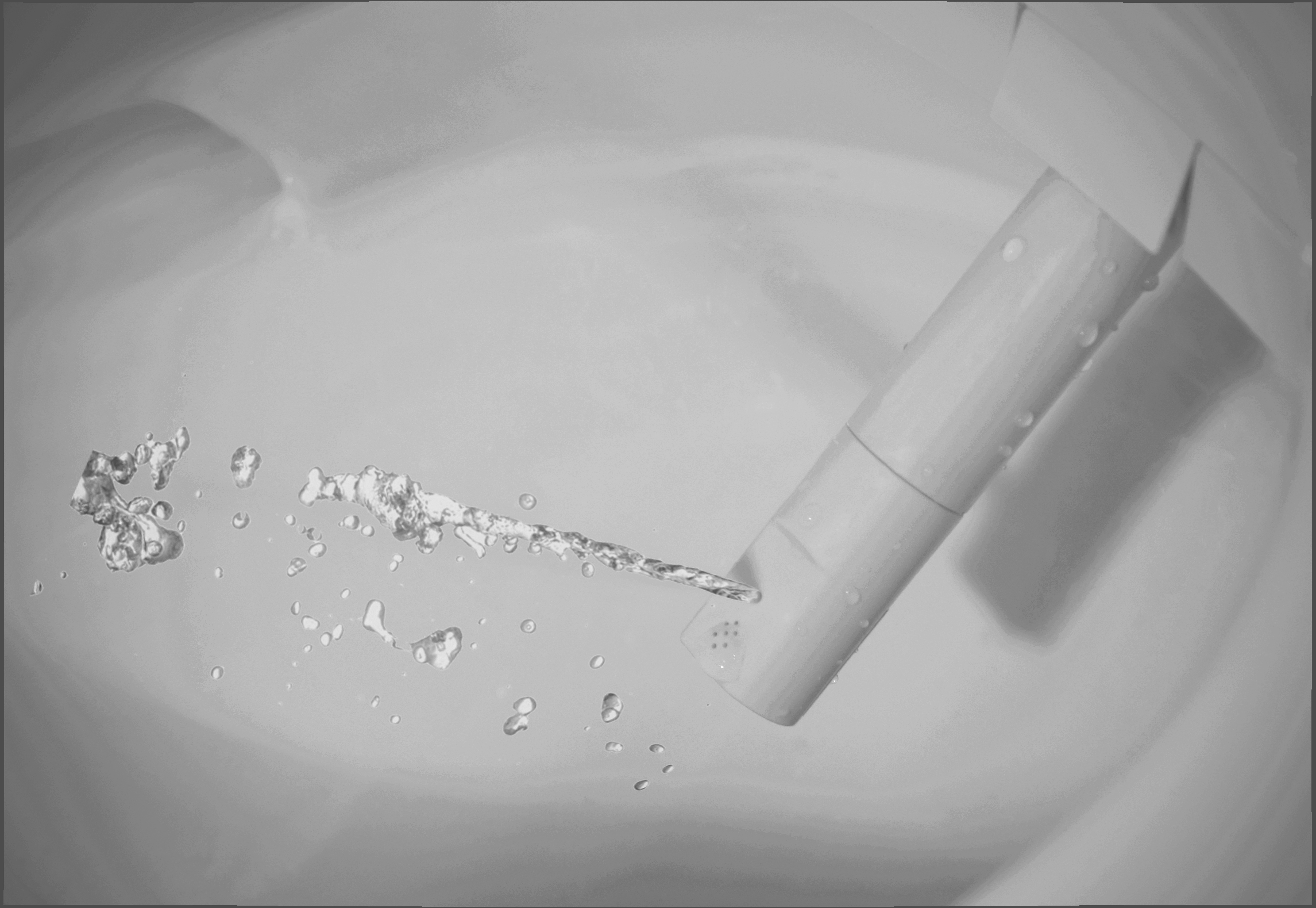
Ugello per l'igiene intima in funzione

Il bidet integrato consiste in un ugello della grandezza di una matita il quale, uscendo da sotto l'asse, emette un getto di acqua calda per l'igiene intima. Ha generalmente due modalità di pulizia: una per l'ano e una per i genitali. In nessun momento dell'uso l'ugello tocca il corpo dell'utente, e dopo e prima dell'utilizzo si autopulisce. In ogni caso, in alcuni modelli l'ugello esce e si ritira mantenendo un'angolazione di 43°, calcolata in modo che l'acqua utilizzata per il lavaggio non vada a ricadere sull'ugello stesso.
La temperatura dell'acqua è regolabile secondo le preferenze dell'utente. Secondo uno studio la temperatura preferita dalla maggior parte dei clienti è di 38 °C, ovvero una temperatura leggermente superiore a quella del corpo umano. I getti possono essere anche vibranti o pulsanti e i produttori di questi tipi di sanitari dichiarano che ciò può essere d'aiuto in caso di costipazione o emorroidi: uno studioso giapponese, il dottor Hiroshi Ojima, ritiene che queste toilette siano così diffuse a causa del basso tasso di assunzione di fibre nell'alimentazione tradizionale giapponese e del susseguente alto tasso di costipazioni nella popolazione. Un ulteriore studio ha tuttavia evidenziato che l'utilizzo ripetuto del getto con la funzione di clistere può interferire con la capacità di auto-evacuazione dell'utente, portando a problemi di costipazione ancora maggiori. Inoltre, secondo il professore Koichiro Fujita dell'Università di Tokyo, un'eccessiva pulizia può causare l'abbassamento delle difese immunitarie esponendo così la zona intorno al retto a infiammazioni o irritazioni della pelle.
Per ovviare agli inconvenienti con i primi modelli, quando molti curiosi premevano il tasto che attiva l'opzione lavaggio per vederne o capirne il funzionamento, e prontamente ricevevano uno spruzzo d'acqua in viso, il pannello di controllo è spesso collegato a un sensore di pressione sul sedile stesso, che ne consente l'accensione solo in caso di effettivo utilizzo del bidet. Come ulteriore risposta a questo problema, l'Associazione giapponese dei produttori di toilette ha introdotto nel 2017 una nuova serie di icone da utilizzare in tutti i wc giapponesi di prossima produzione, così da eliminare il rischio di confusione tra i turisti e scongiurare questo tipo di situazioni.

### Funzioni avanzate

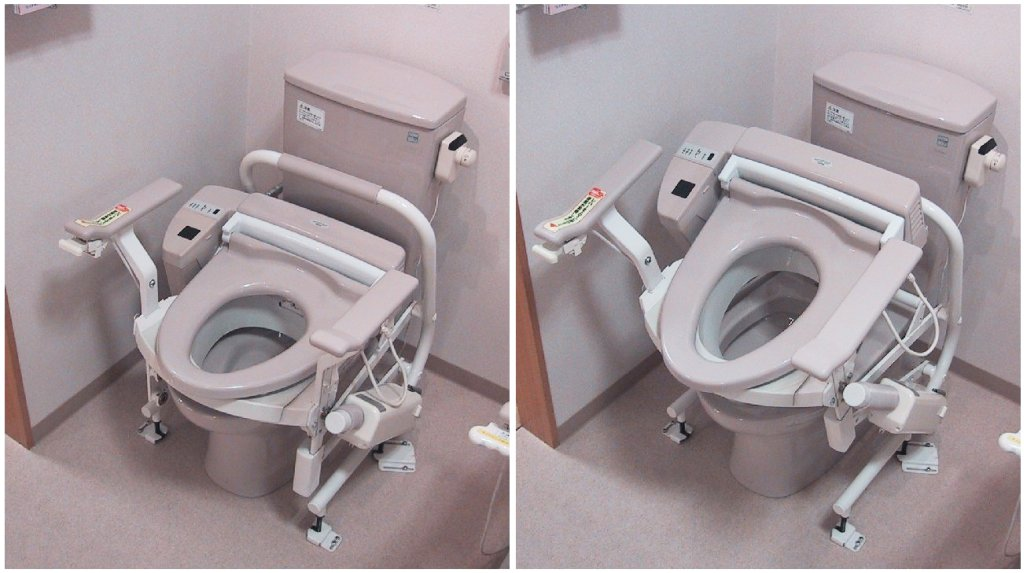
Toilette dotata di automatismi che aiutano a riprendere la posizione eretta dopo l'uso

Tra le altre funzioni disponibili nei modelli più sofisticati vi sono la possibilità di diminuire la velocità di movimento del coperchio, in modo che questo si chiuda con un movimento controllato, per evitare rumori causati dall'urto dello stesso al momento della chiusura; in alcuni modelli il coperchio si chiude automaticamente una volta passato un certo tempo dal risciacquo.
Tra le introduzioni più moderne vi sono dei sistemi deodoranti per l'eliminazione rapida degli odori e il sedile riscaldato, quest'ultimo molto comune anche nelle toilette non dotate di bidet. Questa comodità è spesso ritenuta un esempio di uso futile della tecnologia, ma in abitazioni mancanti di riscaldamento centralizzato, come spesso sono quelle nipponiche, la stanza da bagno può essere anche solo pochi gradi sopra lo zero e, soprattutto in inverno, un sedile preriscaldato diviene un oggetto di grande importanza.

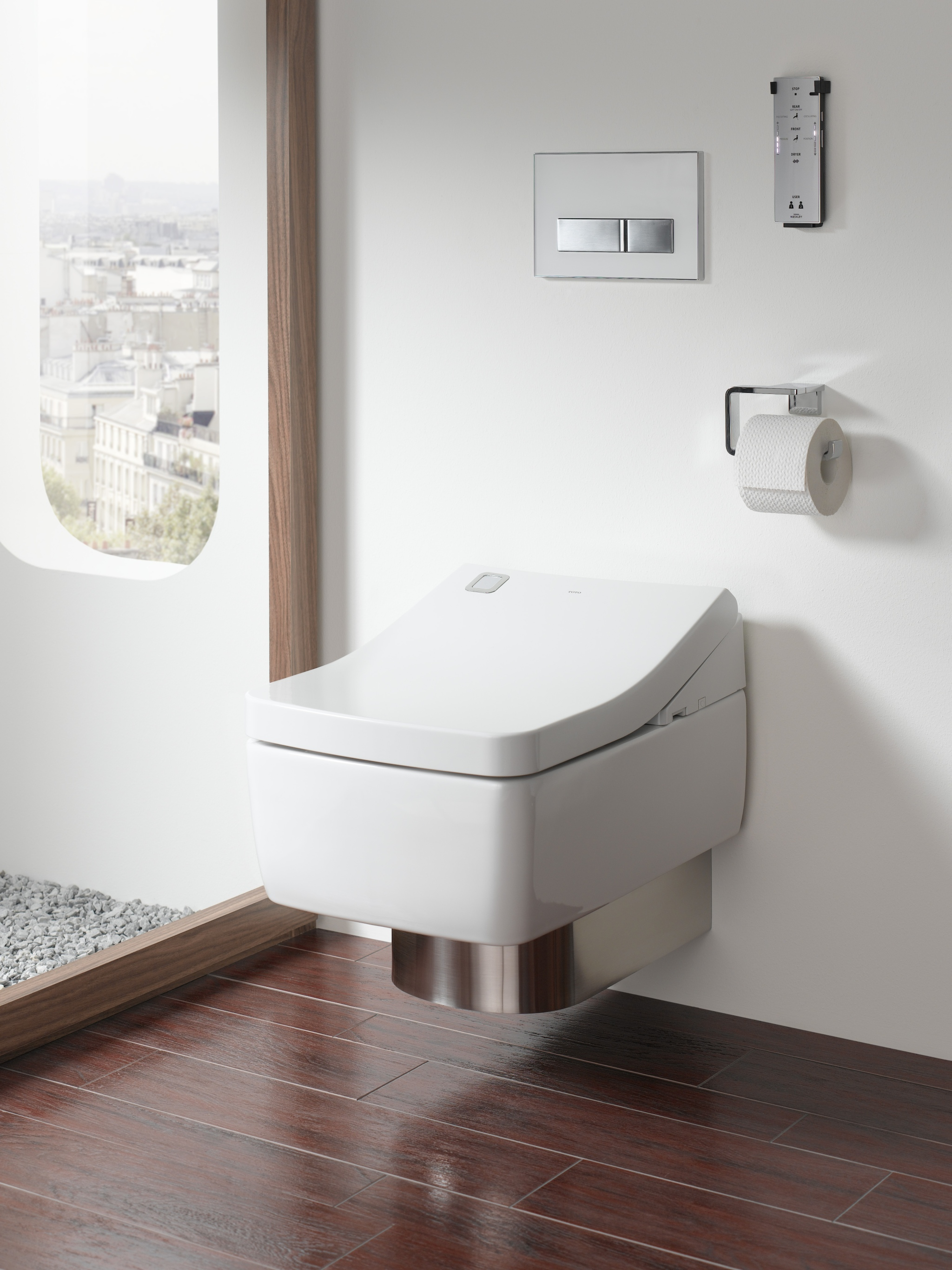
Un modello avanzato di washlet

Un'altra funzione è rappresentata da una scheda di memoria integrata che prende nota delle abitudini dell'utente e, in base ai dati memorizzati, applica autonomamente una modalità di risparmio energetico, che permette il riscaldamento dell'asse solamente negli orari in cui è probabile che questo venga utilizzato.
I modelli più avanzati impiegano due giorni per memorizzare le abitudini del proprietario e ad adeguarsi a esse. Alcuni modelli possono illuminarsi al buio o essere forniti di aria condizionata. Innovazione recente sono dei sensori intelligenti che recepiscono la presenza di qualcuno davanti alla toilette, e ne alzano il solo coperchio, se la persona dà la schiena al sanitario stesso, o il coperchio e l'asse, in caso si stia guardandolo. Vi sono inoltre modelli progettati specificatamente per gli anziani i quali implementano braccioli e automatismi che aiutano a riprendere la posizione eretta dopo l'uso. Infine i modelli più costosi sono compatibili con la tecnologia bluetooth in modo che possano essere azionati e controllati tramite un'applicazione installata sullo smartphone dell'utente.

### Sviluppi futuri
Dall'inizio degli anni duemila i ricercatori hanno aggiunto a questi sanitari anche dei sensori medici: in particolare la Toto, in collaborazione con la società di costruzioni Daiwa House, ha dotato alcuni modelli di sensori atti a misurare il livello di glucosio nelle urine, e per mezzo di pannelli a pressione, la percentuale di grasso corporeo dell'utente. Altri modelli sono in grado di misurare le pulsazioni cardiache e la pressione sanguigna.
I dati raccolti vengono successivamente elaborati tramite un telefono cellulare con collegamento internet o un computer, e inviati a uno studio medico il quale potrà così erogare le cure più adatte alla situazione dell'utente/paziente, senza che sia necessario un contatto diretto. Un'ulteriore evoluzione sarà quella di fornire i dati direttamente allo studio medico o ai familiari senza passare dal computer di casa. Ad ogni modo, queste attrezzature sono ancora molto rare anche in Giappone e il loro successo di mercato è di alquanto difficile predizione. Una toilette che si possa guidare con comandi vocali è ancora in fase di studio.
La succitata Toto, una delle sue concorrenti Nais ed altre compagnie producono inoltre dei "washlet da viaggio", i quali sono alimentati a batteria e debbono essere riempiti d'acqua calda prima dell'uso.

## Impatto ambientale
L'impatto ambientale dei washlet differisce in una certa misura da quello causato dalle normali toilette con sciacquone. È stato appurato infatti che i servizi igienici moderni consumano meno acqua rispetto ai sanitari di vecchia concezione e le opzioni di auto-pulizia hanno anche aiutato ad abbassare l'uso di detergente o di altri prodotti chimici per la pulizia del bagno. I moderni washlet consumerebbero solo 3,8 litri ogni scarico, contro i 13 litri consumati in media dai normali wc. Tuttavia i washlet consumano elettricità, e si stima che ogni apparecchio rappresenti il 4-5% dell'elettricità consumata da una famiglia giapponese media, più di quanto non consumino lavastoviglie o asciugatrice. Per questo motivo in Giappone il governo ha spinto i produttori a dotare i propri prodotti di modalità di risparmio energetico, in modo da adeguarsi alle leggi in vigore nel Paese nipponico.

## Il mercato delle toilette ad alta tecnologia
Il principale mercato per i washlet è il Giappone: oltre che dalla Toto vengono prodotti con differenti caratteristiche anche da altre compagnie del settore come la Inax, oppure da aziende specializzate in prodotti elettronici come la Sanyo, la Panasonic, la Toshiba e la Hitachi. Il maggior produttore al mondo rimane comunque la Toto, il più grande produttore di toilette al mondo, con circa il 65% del mercato totale, mentre al secondo posto si trova la Inax, con il 25%.
Kyoko Ishii, responsabile delle pubbliche relazioni della Panasonic, ha affermato nel 2008 che le toilette ad alta tecnologia sono vendute soprattutto tra gli anziani, facendone così un mercato in grande crescita in un paese interessato da un rapido invecchiamento della popolazione come quello giapponese.
La Toto dichiara che le vendite oltreoceano ammontano al solo 5% del proprio bilancio. Il principale mercato estero è la Cina, dove il washlet ha riscosso notevole successo. Negli USA, ad esempio, le vendite sono molto al di sotto dei livelli giapponesi, anche se le vendite sono aumentate da 600 unità al mese nel 2001 a 1000 unità nel 2003, e da allora crescono del 15% l'anno. I principali produttori americani sono la Brondell, la Kohler, la Home Depot e la Lowe's. In Europa, dove si vendono solo circa 5000 washlet l'anno, il maggiore produttore è la Geberit.
Uno dei principali motivi dello scarso successo del washlet al di fuori dei confini nipponici è l'alto costo dell'apparecchio in questione, il cui prezzo può variare dai 650 ai 2.000 dollari e, in caso di modelli particolarmente sofisticati, raggiungere anche i 5.500 dollari.
Vi sono comunque altre ragioni per le basse vendite all'estero: una di queste può essere la mancanza di una presa di corrente, necessaria per l'uso di un washlet, nelle vicinanze del luogo deputato; presa che è presente in praticamente ogni stanza da bagno giapponese. Esiste, inoltre, una competitività anche culturale con il tradizionale bidet. Un altro motivo è che i clienti hanno bisogno di tempo per abituarsi all'idea dei washlet; anche in Giappone le vendite erano minime quando questi impianti sono stati introdotti nel 1980. In diciotto anni furono venduti dieci milioni di washlet, cifra raddoppiata nel giro dei sette anni successivi, mentre nel 2010 i pezzi venduti erano trenta milioni. Nel 2002, quasi la metà delle abitazioni private in Giappone possedeva un sanitario di questo tipo, più di quante non avessero un personal computer, e nel 2018 la percentuale superava l'80%.
Anche se gran parte degli europei ritiene i washlet una curiosità, il numero delle installazioni è comunque in aumento, principalmente per scopi medici come le toilette per i portatori di handicap. In alcuni tipi di disabilità fisica, le persone possono avere dei problemi a raggiungere la regione dell'ano per pulirsi dopo esser stati in bagno: quindi l'introduzione delle toilette con un getto d'acqua per pulire e un soffio d'aria calda per asciugare può risparmiare a queste persone l'imbarazzante bisogno di chiedere ad altri assistenza in questo compito molto intimo.